# Mario Delpini
Mario Enrico Delpini (Gallarate, 29 juli 1951) is een Italiaans geestelijke en een aartsbisschop van de Rooms-Katholieke Kerk.
Delpini werd op 7 juni 1975 priester gewijd. Vervolgens volgde hij een wetenschappelijke loopbaan, waarbij hij hoogleraar was aan diverse seminaries. Van 2000 tot 2006 was hij rector van het seminarie van Milaan.
Op 13 juni 2007 werd Delpini benoemd tot hulpbisschop van Milaan en tot titulair bisschop van Stephaniacum; zijn bisschopswijding vond plaats op 23 september 2007. In 2012 werd hij tevens benoemd tot vicaris-generaal van het aartsbisdom.
Delpini werd op 7 juli 2017 benoemd tot aartsbisschop van Milaan. Hij was daarmee de opvolger van Angelo Scola, die met emeritaat was gegaan.
- Gemeinsame Normdatei: 114061326X
- International Standard Name Identifier: 0000 0000 7179 6676
- Library of Congress Control Number: no2022086291
- Istituto Centrale per il Catalogo Unico: CFIV013266
- Système universitaire de documentation: 261124196
- Virtual International Authority File: 102028908